# Операція «Відродження надії»
Операція «Відродження надії» (англ. Operation Restore Hope), а також Об'єднане оперативне угруповання (англ. Unified Task Force, UNITAF) — миротворча операція об'єднаного контингенту Організації Об'єднаних Націй у країні під проводом американських збройних сил, що проводилася з 9 грудня 1992 до 4 травня 1993 року. Миротворча операція в Сомалі проводилася на першому етапі, головним завданням якої було забезпечити безпечну доставку і розподіл гуманітарної допомоги населенню на фоні громадянської війни в країні. На другому етапі (операція «Продовження надії», березень 1993 — березень 1995) виконувалися завдання щодо припинення війни в Сомалі.

## Зміст
4 грудня 1992 Президент Сполучених Штатів Америки Джордж Буш відреагував на резолюцію 794 (1992) Ради Безпеки прийняттям рішення про початок операції «Відродження надії», в рамках якої єдине командування новою операцією покладалося на Сполучені Штати Америки.
Передбачалося, що чисельність військ Сполучених Штатів буде збільшена приблизно до 28 000 чоловік, яким надаватимуть підтримку близько 17 000 військовослужбовців ЮНІТАФ із понад 20 країн-партнерів. Крім збройних сил США ЮНІТАФ включала військові підрозділи з Австралії, Бангладешу, Бельгії, Ботсвани, Греції, Єгипту, Зімбабве, Індії, Італії, Канади, Кувейту, Марокко, Нігерії, Німеччини, Нової Зеландії, Норвегії, Об'єднаних Арабських Еміратів, Пакистану, Саудівської Аравії, Сполученого Королівства, Тунісу, Туреччини, Франції та Швеції.

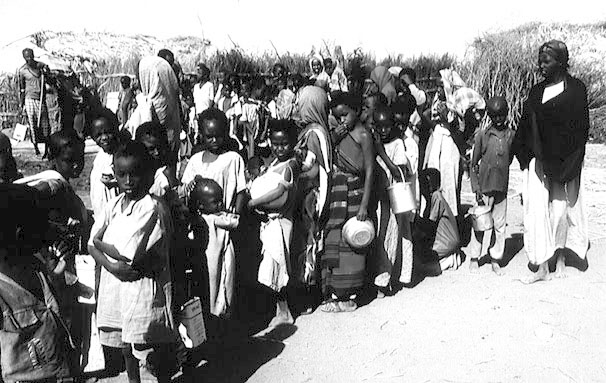
Сомалійські мешканці в черзі за гуманітарною допомогою з продовольством

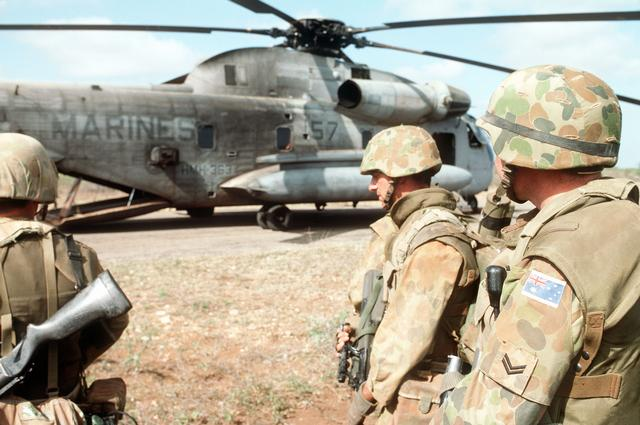
Австралійський контингент Королівського полку готується до посадки на борт американського гелікоптера CH-53D «Сі Сталіон». Сомалі. Січень 1993

Операція розпочалася зранку 6 грудня 1992 року висадкою розвідувальних груп SEAL та операторів бойових катерів зі складу військово-морської оперативної групи «Триполі» в околицях аеропорту та морського порту сомалійської столиці.
9 грудня 1992 перші підрозділи Об'єднаного оперативного угруповання (ЮНІТАФ) (англ. UNITAF) зі складу 15-го полку морської піхоти США за підтримки 4-ї групи ІПсО безперешкодно висадилися на узбережжі близько Могадишо з десантних кораблів USS «Триполі», USS «Джуно» та USS «Рашмор». 13 грудня американські війська опанували аеродром у Беледуейні, а до 16 грудня захопили Байдоа. Центральне командування Сполучених Штатів Америки здійснювало чотириетапну програму з метою виконання завдань по захопленню основних аеродромів і морських портів, ключових об'єктів і пунктів розподілу продовольства та забезпеченню відкритої і вільної доставки товарів першої необхідності, а також безпеки автоколон та організацій з надання надзвичайної допомоги, та тих, що доставляють гуманітарну допомогу.
До кінця грудня контингенти UNITAF в основному зайняли свої зони відповідальності. Мали місце поодинокі збройні зіткнення із загонами місцевих польових командирів, проте основні протиборчі угрупування припинили бойові дії і погодилися на ведення переговорів за посередництва ООН.
Операція тривала більше 4-х місяців і в цілому досягла поставлених цілей. Війська ООН спромоглися прокласти або відремонтували 1200 км доріг, побудувати мости, викопали колодязі, відкрили школи, притулки, госпіталі. Доставка гуманітарної допомоги в Сомалі нарешті стала безперешкодної, крім того, в країні було розпочато процес національного примирення. За оцінками ООН життя близько 100 000 чоловіків було врятоване.
З урахуванням успіхів UNITAF Бутрос Бутрос Галі в березні 1993 року запропонував Раді Безпеки ООН перейти до наступного етапу операції, який передбачав вже не проведення гуманітарних операцій, а участь у відновленні центральної влади в країні. У травні 1993 року операція «Відродження надії» була завершена, їй на зміну прийшла операція «Повернення надії» (UNOSOM II), контроль за проведенням якої перейшов від США до ООН.